# Пол Белмондо
Пол Белмондо (фр. Paul Belmondo; рођен 23. априла 1963. године) је бивши француски возач Формуле 1. У својој каријери је учествовао на 27 трка и није освојио ниједан поен.